# La Faye
La Faye és un municipi francès situat al departament del Charente i a la regió de la Nova Aquitània. L'any 2007 tenia 600 habitants.

## Demografia

### Població
El 2007 la població de fet de La Faye era de 600 persones. Hi havia 250 famílies de les quals 68 eren unipersonals (36 homes vivint sols i 32 dones vivint soles), 83 parelles sense fills, 95 parelles amb fills i 4 famílies monoparentals amb fills.
La població ha evolucionat segons el següent gràfic:
Habitants censats

### Habitatges
El 2007 hi havia 283 habitatges, 248 eren l'habitatge principal de la família, 19 eren segones residències i 16 estaven desocupats. 272 eren cases i 11 eren apartaments. Dels 248 habitatges principals, 211 estaven ocupats pels seus propietaris, 31 estaven llogats i ocupats pels llogaters i 7 estaven cedits a títol gratuït; 5 tenien una cambra, 9 en tenien dues, 29 en tenien tres, 68 en tenien quatre i 138 en tenien cinc o més. 193 habitatges disposaven pel capbaix d'una plaça de pàrquing. A 97 habitatges hi havia un automòbil i a 128 n'hi havia dos o més.

### Piràmide de població
La piràmide de població per edats i sexe el 2009 era:
| Homes | Edats   | Dones |
| ----- | ------- | ----- |
| 0     | 95 o +  | 0     |
| 0     | 90 a 94 | 4     |
| 4     | 85 a 89 | 0     |
| 0     | 80 a 84 | 12    |
| 8     | 75 a 79 | 8     |
| 16    | 70 a 74 | 16    |
| 12    | 65 a 69 | 24    |
| 16    | 60 a 64 | 16    |
| 16    | 55 a 59 | 8     |
| 20    | 50 a 54 | 12    |
| 24    | 45 a 49 | 20    |
| 12    | 40 a 44 | 16    |
| 40    | 35 a 39 | 28    |
| 16    | 30 a 34 | 32    |
| 12    | 25 a 29 | 28    |
| 12    | 20 a 24 | 16    |
| 12    | 15 a 19 | 12    |
| 8     | 10 a 14 | 20    |
| 32    | 5 a 9   | 32    |
| 12    | 0 a 4   | 16    |

## Economia
El 2007 la població en edat de treballar era de 376 persones, 278 eren actives i 98 eren inactives. De les 278 persones actives 263 estaven ocupades (141 homes i 122 dones) i 15 estaven aturades (2 homes i 13 dones). De les 98 persones inactives 40 estaven jubilades, 32 estaven estudiant i 26 estaven classificades com a «altres inactius».

### Ingressos
El 2009 a La Faye hi havia 249 unitats fiscals que integraven 588 persones, la mediana anual d'ingressos fiscals per persona era de 16.401 €.

### Activitats econòmiques
Dels 25 establiments que hi havia el 2007, 1 era d'una empresa extractiva, 2 d'empreses de fabricació d'altres productes industrials, 7 d'empreses de construcció, 5 d'empreses de comerç i reparació d'automòbils, 1 d'una empresa de transport, 1 d'una empresa d'hostatgeria i restauració, 2 d'empreses financeres, 4 d'empreses de serveis i 2 d'entitats de l'administració pública.
Dels 9 establiments de servei als particulars que hi havia el 2009, 1 era un taller de reparació d'automòbils i de material agrícola, 1 taller d'inspecció tècnica de vehicles, 2 paletes, 2 guixaires pintors, 1 fusteria, 1 empresa de construcció i 1 veterinari.
L'únic establiment comercial que hi havia el 2009 era una fleca.
L'any 2000 a La Faye hi havia 26 explotacions agrícoles que ocupaven un total de 1.935 hectàrees.

## Equipaments sanitaris i escolars
El 2009 hi havia una escola elemental integrada dins d'un grup escolar amb les comunes properes formant una escola dispersa.

## Poblacions més properes
El següent diagrama mostra les poblacions més properes.